# Siegesaltar (neue religiöse Bewegung)

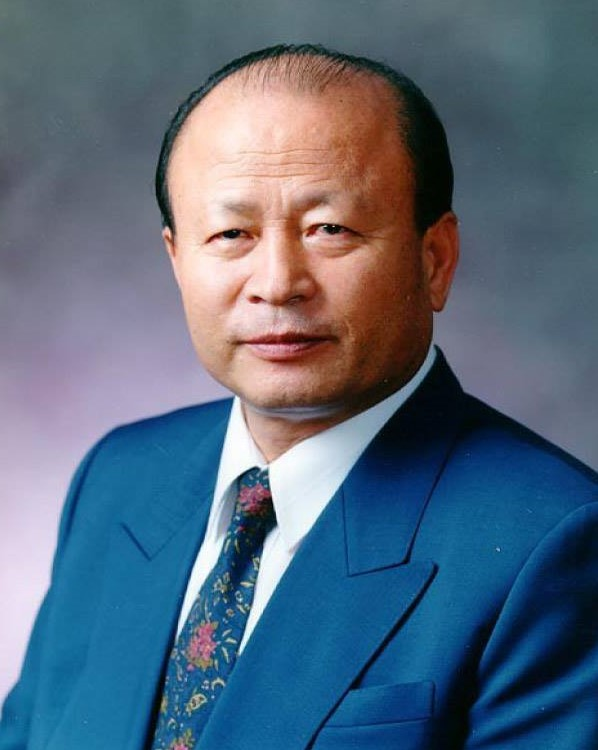
Cho Hee-Seung

Der Siegesaltar (englisch Victory Altar, koreanisch SeungNiJeDan) ist eine neue religiöse Bewegung, die 1981 in Südkorea entstand. Sie lehrt, dass Jesus Christus ein falscher Messias war und dass der echte Christus ihr Gründer, Cho Hee-Seung (1931–2004), „der Sieger Christus“ ist. Die Bewegung hatte in den frühen 1990er Jahren ungefähr 400.000 Mitglieder, verlor aber an Bestand, nachdem Cho im Jahre 1994 verhaftet wurde und 2004 starb. Im Jahr 2017 hatte die Bewegung geschätzte 100.000 Mitglieder.

## Ursprung
Cho Hee-Seung wurde am 12. August 1931 in Gimpo in der Provinz Gyeonggi-do in Korea geboren. Als Christ wurde er im Koreakrieg von Nordkorea inhaftiert; nach seiner Befreiung ging er in Methodistische und Wesleyanische Kirchen sowie Presbyterianische Kirchen. Entscheidend für Chos anschließende religiöse Aktivitäten war seine Begegnung mit Park Tae-Seon (1915–1990), dem Gründer des Olivenbaums (Jundokwan), einer koreanischen christlichen neuen Religion, die in den 1970er Jahren eine Anhängerschaft von 1,5 Millionen Menschen hatte, bevor sich ihre Zahl in den folgenden Jahrzehnten reduzierte und durch verschiedene Spaltungen mehrere andere koreanische religiöse Bewegungen schuf. In den 1960er und 1970er Jahren arbeitete Cho als Missionar für den Olivenbaum und gründete mehrere Kirchen in Südkorea.
Im Jahr 1980 zog sich Cho für eine lange Zeit in eines der Glaubensdörfer des Olivenbaums in der Nähe von Bucheon, Südkorea, zurück. Hier wurde er in einem Gebäude, das als „Geheime Kammer“ („MilSil“) bekannt ist, von Hong Eup-Bi, einem weiblichen Mitglied des Olivenbaums, die als „Schamanin“ angesehen wurde, initiiert. Der Siegesaltar behauptet, dass am 15. Oktober 1980 Hong in Cho den „Sieger Christus“ und „Gott in Fleischform“ erkannte, was ihn dazu veranlasste, den Olivenbaum zu verlassen und seine eigene neue religiöse Bewegung, den Siegesaltar (SeungNiJeDan), in Bucheon zu gründen. Die Bewegung wuchs schnell und stellte am 12. August 1991 ihr Hauptquartier in Bucheon fertig. In wenigen Jahren gewann der Siegesaltar 400.000 Anhänger, hauptsächlich in Südkorea, aber mit Ablegern in Japan, Australien, Neuseeland, den Vereinigten Staaten und dem Vereinigten Königreich.

## Kontroversen
Wegen seiner Kritik an Jesus Christus und seiner eigenen messianischen Behauptungen wurde Cho von christlichen Kirchen Koreas angefeindet, die eine Medienkampagne gegen den Siegesaltar vorantrieben und ihren Gründer verschiedener Fehlverhalten bezichtigten. Im Jahr 1994 wurde Cho verhaftet und verbrachte sieben der letzten zehn Jahre seines Lebens im Gefängnis. Er wurde des Betrugs und der Anstiftung zum Mord gegen sechs ehemalige Mitglieder, die zu militanten Gegnern des Siegesaltars wurden, beschuldigt. In einem ersten Prozess 1996 wurde Cho aufgrund der Betrugsvorwürfe verurteilt, für die Morde jedoch als unschuldig befunden. In einem zweiten Prozess 2004 wurde er doch für beides schuldig gesprochen und zum Tode verurteilt. In der Berufung wurde er jedoch wieder für unschuldig befunden. Südkorea hat drei Ebenen der Gerichtsbarkeit: Der Staatsanwalt legte Berufung gegen das Urteil, das vorteilhaft für Cho war, am obersten Gericht ein, jedoch starb Cho kurz vor dem Prozess am 19. Juni 2004. Die Anklage von Cho und vor allem sein Tod waren starke Rückschläge für die Bewegung, da viele Anhänger glaubten, er sei physisch unsterblich. Daher begann eine Phase des Abstiegs, auch wenn es 2017 immer noch 40 Siegesaltare mit etwa 100.000 Mitgliedern in Korea gab.

## Glaube
Laut Siegesaltar verkünden alle großen, heiligen Schriften der Menschheit, inklusive der Bibel, der Klassiker des Buddhismus und antiker prophetischer Bücher aus Korea, das „originale Versprechen“ von Gott, bzw. dass Menschen physische Unsterblichkeit erlangen können. Dies ist die einzig wirkliche Unsterblichkeit und die Vorstellung, dass eine vom Körper getrennte Seele für alle Ewigkeit im Himmel leben würde, ist eine falsche Interpretation der heiligen Schriften. Es war auch Teil der Nachricht von Jesus Christus, so dass dies beweist, dass Jesus ein falscher Prophet und eigentlich der „einzige Sohn Satans“ war. Mehr Beweise dafür, dass Jesus Christus nicht die göttliche Inkarnation war, kommen gemäß dem Siegesaltar, von dem Fakt, dass er der Sohn eines römischen Soldaten namens Pantera war, der seine Mutter Maria vergewaltigt haben könnte, und dann Maria Magdalena, die weitgehend als gefallenes Mädchen bekannt war, heiratete. Die Quellen für diese Behauptungen sind der römische anti-christliche Philosoph Celsus und das Buch Der Heilige Gral und seine Erben, das auch den phänomenal erfolgreichen Roman aus dem Jahr 2003 Sakrileg von Dan Brown beeinflusste.
Jesus Christus ist nicht Teil der Folge von göttlichen Inkarnationen und Propheten, die vom Siegesaltar vorgeschlagen werden. Dazu gehören stattdessen Adam und Eva, die göttlich und unsterblich waren und die originale Dreifaltigkeit mit Gott formten. Da Gott jedoch nicht allmächtig ist, konnte er Satan nicht davon abhalten, Adam und Eva einzufangen und ihnen ihre Unsterblichkeit zu entziehen. 6.000 Jahre und eine Folge von Propheten waren nötig, bis Gott in der Lage war, Satan zu besiegen und Menschen wieder physische Unsterblichkeit zu ermöglichen. Einige dieser Propheten sind Noah, Abraham, Isaak, Jakob und Dan. Letzterer ist der legitime Nachfolger von Jakob (nach Siegesaltar bewiesen durch das biblische 1. Buch Mose, 49:16) und so auch von seinem Volk, den Daniten, die nach Korea migriert sind und deren mystischer erster König als Dangun oder König Dan bekannt war. Korea beherbergt den zweiten Satz von Propheten, inklusive des Gründers des Olivenbaums, Park Tae-Seon, der Frau, die Cho initiierte, Hong Eup-Bi und Cho selbst sowie auch der Gründer von zwei anderen koreanischen neuen Religionen, Choe Je-u von der Donghak-Bewegung und Gang Il-Sun vom Jeunganismus.
Die zentrale Rolle in der heiligen Geschichte der Menschheit, wie sie vom Siegesaltar erzählt wird, kommt Cho selbst zu, der durch seine Initiierung im Jahre 1980 das „Blut Satans“ überkam, das immer noch in allen Menschen präsent und mit ihrem Ego identifiziert ist, zum „Sieger Christus“, bzw. zu einer göttlichen Inkarnation, durch die Gott zur Erde kam, geworden ist, Satan besiegt und schließlich physische Unsterblichkeit für Menschen wiederhergestellt hat. Cho war sogar der erste Mensch, der nach Adam physisch unsterblich wurde. Auch wenn er wegen der Bösartigkeit seiner Gegner seinen Körper niederlegen (oder eher transformieren) musste, glaubt die Bewegung, dass er immer noch physisch präsent ist und die religiösen Dienste des Siegesaltars leitet, wo sein Bild durch Videos projiziert wird. Gottesdienste werden täglich abgehalten, während jährlich fünf Feste stattfinden: der Siegertag (15. Oktober), Chos Geburtstag, der Weihnachten genannt wird (12. August), der Messiastag (25. Dezember), der heilige Taugeist-Tag (1. Januar) und Elterntag (8. Mai).
Der „Heilige Tau“, in der Bewegung auch bekannt als „Verstecktes Manna“ ist gemäß der Bewegung Rauch, Nebel oder Feuer, das zu Chos Lebenszeiten von seinem Körper und Porträts herrührte und heute von seinen Fotografien ausgestrahlt wird. Der Siegesaltar besteht darauf, dass der Heilige Tau real ist und von Kameras erfasst werden kann. Er dient als Beweis für Chos Göttlichkeit und als spirituelle Nahrung für seine Anhänger. Gemäß dem Siegesaltar hat Cho auch seinen göttlichen Status dadurch bewiesen, dass er sich an die „fünf Bundesschlüsse“ gehalten hat, die er seinen Anhängern versprochen hat: die Zerstörung des Kommunismus in der Welt; das Ende von Taifuns in Südkorea; ausgiebige Ernten in Südkorea; das Stoppen der Regenzeit (15. Juni bis 15. Juli) dort; das Verhindern eines neuen Koreakriegs und die Vereinigung der beiden Koreas. Die Bewegung glaubt, dass der letzte Bundesschluss im Prozess ist, verwirklicht zu werden, und dass zu jeder Zeit Cho auf wundersame Weise sowohl die Wiederkehr des Kommunismus nach Russland als auch Nordkoreas Aggressionspläne gegen Südkorea stoppte.
Das Hauptversprechen von Cho ist jedoch, dass zumindest einige Menschen physische Unsterblichkeit wiedererlangen könnten. Für dieses Ziel ist der Glaube an Cho nicht ausreichend. Der Siegesaltar lehrt, dass vorzugeben, dass Glaube allein retten kann, ein anderer Irrglaube ist, der vor Jesus Christus propagiert wurde. Nur die, die das „Gesetz der Freiheit“ vollständig praktizieren, indem sie ihr Ego überkommen und sich mit ihren Mitmenschen als Eins identifizieren, können eines Tages ihr Blut von Satans Erbe säubern und physisch unsterblich werden. Wenn alte Mitglieder älter werden und sterben, wird es schwieriger, auf physischer Unsterblichkeit zu beharren, was als andere Ursache für den Rückgang der Bewegung vorgeschlagen wurde. Viele jedoch bewahren die Hoffnung und verkünden, dass zumindest einige von ihnen nie sterben werden.